# 399
399 је била проста година.

## Догађаји
- Википедија:Непознат датум — Гајнина побуна

- Цар  Западног римског царства Хонорије, који има само само 15 година, затвара гладијаторске школе у Риму и законски укида Гладијаторске игре.

- Флавије Малиус Теодор постаје римски конзул и званичник на царском суду цара Аркадија.
- Гаина, готаки вођа, постаје магистер милитум и формира Савез са дезертерима Трибибида дуж Босфора. Он себе проглашава ко-регентом (узурпатор) и поставља своје снаге у Цариграду.
- Краљ Бахрам IV умире након 11-годишње владавине. Наслеђује га Издигерд I, који постаје тринаести цар Сасанидског царства.
- Фа-Хиен, кинески будистички монах, путује у Индију, Шри Ланку и Капилавасту (модерни Непал).
- 26. новембар - Папа Сириције је умро у Риму након 15-годишњег епископства, током којег је увео целибат за свештенике, утврдио је папску власт над целокупном западном црквом..
- Папа Анастасије наслеђује Сириција као 39. римски епископ. Он настоји да помири цркве Рима и Антиохије. Анастасије такође осуђује учење Оригена.
- Флавијан I Антиохијски  је признат као легитимни епископ Антиохијске цркве.